# Aspidispa
Aspidispa is een geslacht van kevers uit de familie bladkevers (Chrysomelidae).
De wetenschappelijke naam van het geslacht werd in 1869 gepubliceerd door Joseph Sugar Baly.

## Soorten
- Aspidispa albertisii Gestro, 1890
- Aspidispa bicolor Gressitt, 1963
- Aspidispa expansa Gressitt, 1957
- Aspidispa flagellariae Gressitt, 1963
- Aspidispa horvathi Gestro, 1897
- Aspidispa ifara Gressitt, 1963
- Aspidispa korthalsiae Gressitt, 1963
- Aspidispa lata Gressitt, 1963
- Aspidispa maai Gressitt, 1963
- Aspidispa meijerei (Weise, 1908)
- Aspidispa nigritarsis Gestro, 1890
- Aspidispa palmella Gressitt, 1960
- Aspidispa rattani Gressitt, 1963
- Aspidispa rotanica Gressitt, 1963
- Aspidispa sedlaceki Gressitt, 1963
- Aspidispa striata Gressitt, 1963
- Aspidispa tibialis Baly, 1869